# Хайнрих Вилхелм II фон Золмс-Зоненвалде
Хайнрих Вилхелм II фон Золмс-Зоненвалде (на немски: Heinrich Wilhelm II zu Solms-Sonnwalde; * 28 април 1668; † 10 септември 1718) е граф на Золмс-Зоненвалде, господар на Зоненвалде, Хилмерсдорф, Рьоза и Прозмарк.

## Произход
Той е син на граф Георг Фридрих фон Золмс-Зоненвалде-Рьоделхайм (1626 – 1688) и втората му съпруга принцеса Анна София фон Анхалт-Бернбург (1640 – 1704), дъщеря на княз Кристиан II фон Анхалт-Бернбург (1599 – 1656) и принцеса Елеонора София фон Шлезвиг-Холщайн-Зондербург (1603 – 1675). Внук е на граф Хайнрих Вилхелм фон Золмс-Зоненвалде-Поух (1583 – 1632) и втората му съпруга графиня Мария Магдалена фон Йотинген-Йотинген (1600 – 1636).
Брат е на София Албертина (1672 – 1708), омъжена на 25 юни 1692 г. в Бернбург за братовчед ѝ княз Карл Фридрих фон Анхалт-Бернбург (1668 – 1721). По-малък полубрат е на Ото Хайнрих (1654 – 1711) граф на Золмс-Зоненвалде, Алт-Поух и Рьоза.
Хайнрих Вилхелм фон Золмс-Зоненвалде умира на 10 септември 1718 г. на 50 години.

## Фамилия
Хайнрих Вилхелм се жени на 13 декември 1691 г. за фрайин Йохана Маргарета Кристиана фон Фризен (* 17 юли 1671; † 6 октомври 1694, Зоненвалде), дъщеря на фрайхер Хайнрих III фон Фризен (1610 – 1680) и Мария Маргарета фон Люцелбург (1632 – 1689). Тя умира на 23 години. Те имат две дъщери:
- Вилхелмина Кристиана фон Золмс-Зоненвалде (* 22 септември/2 октомври 1692; † 9 май 1772, Калау), омъжена I. на 24 октомври 1710 г. за граф Ото Ернст фон Шьонбург (* 12 декември 1681; † 8 декември 1746), II. за фон Лютитц
- Луиза София фон Золмс-Зоненвалде (* 24 септември 1693, Зоненвалде; † 7 юни 1717, Пьолциг), омъжена на 6 декември 1714 г. за Ердман Фридрих Хайнрих граф Хенкел фрайхер фон Донерсмарк (* 21 септември 1681; † 1 септември 1752, Пьолциг)